# 児玉るみ
児玉 るみ（こだま るみ、1979年6月3日 - ）は、日本のAV女優。ティーパワーズ所属。

## 略歴・人物
2015年10月にデビューした熟女系AV女優。

## 出演作品

### アダルトDVD
2015年
- 初撮りおばさんドキュメント（10月25日、マドンナ）
- ノーパンで僕を誘惑する隣の奥さん（11月25日、マドンナ）
- 近親相姦 24時間で82回絶頂してしまった母（12月25日、マドンナ）

2016年
- 絶対に中出しできない不倫カップルで検証! 若い男と不倫するおばさん妻にセックス中に必ず破けるコンドームを使わせたら中出しまでしてしまうのか?（5月26日、DANDY）※「ゆみ」名義　他出演:あい、宮田
- 出張マッサージの美熟女にセンズリ見せつけ猥褻 19（8月10日、ホットエンターテイメント）他出演:3名
- 寸止めSEX お願いだからイカせてください… 12（8月13日、セレブの友）
- 新しい母親を強制凌辱 2（8月19日、婦人社）
- 女捜査官拷問調教 19（9月13日、セレブの友）
- 2016年度ソフト・オン・デマンド 社内健康診断 女性器・乳房・尿・肛門括約筋まで念入り検診（10月6日、SODクリエイト）※「今野千早」名義　共演:天田幸加、三村遙、坂口美香 ほか
- 熟女が恥らうセンズリ鑑賞 13（10月10日、ホットエンターテイメント）他出演:二階堂ゆり、桐島美奈子、京野美麗
- 即ハメ!! 19（10月25日、セレブの友）
- せめてゴム付けて…あっ! うわ…これマジで顔バレしちゃうだろ…ってレベルの美人奥さん達が平日の真っ昼間から口説き落とされてAV出演とかどうかしてるぜ。 「ガチンコ中出し! 顔出し! 人妻ナンパ」 in東新宿・曙橋（11月25日、ビッグモーカル）※「るみ」名義　他出演:なつみ、りか、梨香子、ゆず
- 僕のペットの義母 2（11月25日、セレブの友）
- 情に厚いオトナSOD女子社員が二人っきりほっこりデートで童貞グラデュエイション（12月8日、SODクリエイト）※「今野千早」名義　他出演:高山美緒、黒田真理子
- 姉を犯してしまったところを母親に見られ後戻りができず泥沼中出し親子丼 3（12月8日、ナチュラルハイ）共演:聖菜アリサ　他出演:斉藤みゆ、成澤ひなみ
- 痴女×痴女レズビアン 4（12月13日、セレブの友）共演:跡美しゅり
- M覚醒 3（12月25日、セレブの友）

2017年
- 「『おばさんを興奮させてどうするの?』全員ヤりまくりSPECIAL 青年チ○ポを押しつけられたおばさん看護師は嫌がりながらも本当は同僚に自慢したい!!」 VOL.1（1月6日、DANDY）共演:成宮いろは、坂本すみれ、松うらら、黒羽みり
- コタツの中で内緒で悪戯 歳の近い義母が欲情極まり近親○姦生中出し 2（1月10日、ブリット）他出演:卯水咲流、加藤あやの、小出亜衣子
- ハミ乳ハミ尻レオタード姿の真面目なインストラクターに男性会員たちはフル勃起! コッソリ媚薬を飲ませて覚醒させるとカラダが仰け反るほど絶叫イキしながら何度も中出し懇願!（1月13日、V&R PRODUCE）他出演:彩奈リナ、二階堂ゆり、羽月希
- 自慰快楽レズビアン（1月19日、エンペラー）共演:跡美しゅり　他出演:風間ゆみ、吹石れな、羽田璃子、松井優子、加藤ツバキ、加納綾子、藍田さとみ、峰エリ、上村みなみ、江上しほ、水澤りこ、憂希澪
- 入院中の性処理を母親には頼めないからお見舞いに来た叔母にお願いしたら優しい騎乗位でこっそりぬいてくれた 13 中出しスペシャル（2月2日、ナチュラルハイ）他出演:神ユキ、雨音わかな、羽生ありさ
- ヒロイン罠堕ち 〜グラマー仮面〜（2月24日、GIGA）
- 媚薬親子丼 犯される娘を助けながら自分も発情した母も巻き込み狂乱3P姦（3月2日、ナチュラルハイ）共演:宮崎あや　他出演:伊織涼子、若菜亜衣
- 「お母さんだって水泳部だったのよ!」 ムキになって娘の競泳水着を着たらデカ乳デカ尻過ぎて脱げない! 熟れたカラダに欲情した男が水着ズラして即ハメ! ご無沙汰過ぎて膝ガクしながら何度もイキ乱れた!（4月14日、V&R PRODUCE）他出演:枢木みかん、彩奈リナ、西尾れむ
- 悲嘆の肉弾女警護官 4 爆乳SP カミソリ班長の恥部（5月7日、シネマジック）
- 家政婦を呼んだらまさかのデカ乳デカ尻のフロントジッパー競泳水着のオンナが! 尻に食い込む水着!ハミ出るオッパイに興奮した僕は我慢できず即ハメ生挿入! 膣奥に響く激ピストンで豊満ボディを揺さぶりながら何度もイキまくり! 気持ち良過ぎて何度も中出し懇願!（5月12日、V&R PRODUCE）他出演:波多野結衣、蓮実クレア、森はるら
- AV女優 自画撮りオナニー（5月12日、V&R PRODUCE）他出演:浜崎真緒、あおいれな、あやね遥菜、かなで自由、羽月希、宮崎あや、江上しほ、彩奈リナ、若槻みづな、青葉優香、相澤ゆりな、二階堂ゆり、二宮和香、日向あいり、福咲れん、北川エリカ、蓮実クレア
- 一般男女モニタリングAV “おばさんの魅力”検証企画 巨乳おばさん家庭教師が受験生の童貞教え子に突然の胸チラ誘惑をしたらSEXまで発展してしまうのか!? まさかのガッツキに火がついたおばさんと性欲溢れる10代童貞男子のSEXは抜かずの筆おろし連続中出し!! 4組合計14発!（6月7日、ディープス）※「まさこ」名義　他出演:ゆきこ、あきえ、のりこ
- 就寝中もフル勃起状態の性欲溢れる思春期息子チ○ポに子宮が疼くセックスレス巨乳母! 止まらない愛液と理性に負けて父には絶対内緒の近親相姦逆夜這い! たわわなデカ乳揺さぶりながら何度も中出し懇願!（6月9日、V&R PRODUCE）他出演:波多野結衣、江上しほ、芦名ユリア
- ヒロインイメージファクトリー 61 グラマー仮面（6月16日、GIGA）
- レズビアンBDSM（7月1日、ワンズファクトリー）共演:波多野結衣、水城奈緒
- 「『おばさんを痴漢してどうする気?』男を忘れた美淑女は尻に押しつけられたチ○ポの感触が久しぶり過ぎてバック挿入も拒めない」 VOL.1（7月6日、DANDY）他出演:水城奈緒、清城ゆき ほか
- このたびウチの妻(40)がパート先のバイト君(20)にねとられました…。 →くやしいのでそのままAV発売お願いします。（7月13日、JET映像）
- 実録 暴走アホ息子 「母さん、犯罪ちゃうしSEXしよ!」（7月28日、GIGOLO）他出演:笠原あおい、高瀬杏、桐島美奈子
- 「『おばさんを興奮させてどうするの?』キャンプ場でヤりまくりSPECIAL 青年チ○ポを押しつけられたおばさん妻は嫌がりながらも本当はママ友に自慢したい!!」 VOL.2（8月1日、DANDY）※「るみこ」名義　共演:ともみ、あや、さくら、みゆき、りさ
- R(アール)68 男68歳にして華やぐ 浪漫ポルノのおんなたち（8月10日、SODクリエイト）他出演:広瀬奈々美
- 夏限定! プールでスケベな親子を完全モニタリング 母親と息子が水中でこっそり近親相姦ゲーム 〜父親にバレずに愛撫してハメて1発中出しする度に賞金10万円ゲット!!〜（8月24日、ROCKET）※「加藤」名義　共演:佐々木、西園、みおり舞（司会）
- スケベな親子がエッチなゲーム一転知らずに近親相姦 息子なら母親の裸当ててみて! 母親+叔母伯母オール巨乳家系SP 〜見て、触って、ハメて、息子はカラダのパーツだけで自分の母親がわかるかな!?〜（10月5日、ROCKET）共演:推川ゆうり、中山陽菜、橘メアリー、神木りさ、成澤ひなみ、倖田李梨（司会）
- 「混浴温泉でご近所の美熟妻と二人きり♥大きな胸を見ながらせんずりしているのがバレて怒られるかと思ったら…」 VOL.2（10月19日、DANDY）他出演:羽生ありさ、本真ゆり
- 発射無制限! 超高級爆乳熟女ソープ（10月27日、人妻花園劇場）※「児玉」名義
- 入院中の性処理を母親には頼めないからお見舞いに来た叔母にお願いしたら優しい騎乗位でこっそりぬいてくれた 15 中出しスペシャル（11月2日、ナチュラルハイ）他出演:篠田ゆう、尾上若葉、柊さき、今井ゆあ
- 息子の友達のマセガキ共に性処理させられる母親（11月2日、ヒビノ）
- 一般男女モニタリングAV 街行く仲良し親子限定! 母性溢れる巨乳のお母さんと大学生の童貞息子が禁断の母子筆おろしソープ体験! 2 愛情たっぷり密着ぬるぬるソーププレイで思わずフル勃起した息子チ○ポと恥じらいつつも疼きだした母親マ○コは人生初の中出し近親相姦してしまうのか!?（11月7日、ディープス）※「すみれ」名義　他出演:たかこ、ななこ、ともみ
- 近所の団地妻に勃起薬を飲まされて、いきなりしゃぶられて発射させられて、中出しで筆おろしまでされてしまった僕。 5（11月30日（レンタル）/12月8日（セル）、LEO）共演:加藤あやの、明里ともか
- 黒人チ○ポでイっても止めずに松葉くずしでロックされ抜かずの奥突きピストンで何度も仰け反りイキする人妻（12月21日、ナチュラルハイ）他出演:篠田ゆう、二宮和香
- 巨乳人妻緊縛不倫旅行（12月25日、ビッグモーカル）
- 人妻不倫危険日密会 2 カニばさみでロックされ逃げられず逆強制中出し!!（12月27日（レンタル）/1月1日（セル）、LEO）他出演:推川ゆうり、松雪かなえ

2018年
- おばさんの昔の水着写真が童貞の僕には超ドストライク! こっそりオナネタにしていたのをみつかって軽蔑されると思いきやかつてはセックスのハードルが超低かったことが判明し肉厚でよく締まるヤリマ○コでこっそり筆下ろされてナマ膣出し!（1月12日、SCOOP）他出演:青山はな、早川瑞希、横山夏希
- 義母の元ヤン疑惑（1月13日、MARX）
- 「射精しても萎えない熱くて硬い少年チ○ポを見たおばさん家庭教師はヤらずには帰れない」 VOL.3（1月25日、DANDY）他出演:美堂かなえ、吉澤りょうこ ほか
- 週末にバーベキューを楽しむ近所の仲良し夫婦3組。昼から飲み過ぎ、はしゃぐ奥様たち。それを見るお互いの旦那たちのエロい目線。自分の嫁より、他人の奥さんが気になってしょうがないっ!!酔っぱらった勢いでこっそり誘ってみたら意外にOK？！うっかり中出し。 6（1月31日（レンタル）/2月10日（セル）、LEO）共演:円城ひとみ、真木今日子
- 経験豊富な優しい素人人妻が最高の童貞筆おろし 13（3月8日、アイエナジー）他出演:吉川あいみ、大杜若羽、天野弥生
- AV女優 裸コレクション 第七弾（3月9日、V&R PRODUCE）他出演:霧島さくら、澁谷果歩、塚田詩織、夏乃ひまわり、北川ゆず、小谷みのり、森はるら、桜井彩、心花ゆら、水澤りこ、星咲伶美、成澤ひなみ、桐島美奈子、高城彩、小鳥遊まゆ、成海さやか、里美まゆ、瀧本まい、桂希ゆに
- やらせてっ、おばさん!!（3月30日（レンタル）/4月6日（セル）、LEO）他出演:三浦恵理子、円城ひとみ
- 清楚に見えてスケベな母娘が家庭教師のボッキち○こに夢中! 母:「私のおま〇こにもお願いします‥」 親子でジラされていいなりイキまくり親子丼（4月10日、ホットエンターテイメント）共演:小谷みのり　他出演:桐島美奈子、北川ゆず
- 欲求不満なパートの奥さんたちはいつでも発情中で新人君の勃起チ○ポを狙ってる!（4月19日、グローリークエスト）共演:加藤あやの、辻本りょう
- 「『おばさんを興奮させてどうするの?』久しぶりに若くて硬い少年チ○ポを見て欲情した巨乳淑女の汗だく反応を見逃すな!」 VOL.4（4月26日、DANDY）他出演:三原ほのか、澁谷果歩
- 「こんな場所で舐めるんですか?」 おしゃぶり好きの素人奥さんにアポなし訪問!その場で面接・フェラチオ・最後はごっくん（5月10日、コスモス映像）他出演:一条綺美香、優月まりな、咲坂花恋、杏璃さや、新村あかり
- 恥さらし人妻 嬲り絵物語（5月15日、カリマンタン）他出演:潮見百合子、川崎紀里恵、神山なな
- 「『はじめてがおばさんで本当にいいの?』 熟女優 児玉るみが自宅で生中出し筆おろしのお手伝い」（6月7日、DANDY）
- 町内会の宴席で盛り上がる最中まさかの宴会芸でアキ●100%をヤラされたウチの妻（8月7日、JET映像）※「あきこ」名義　共演:あきえ
- 綺麗なおばさんが優しくねっとりしてあげる ガチ童貞筆下ろしドキュメント 3（8月10日、ホットエンターテイメント）他出演:神納花、伊織涼子
- マスクドレズビアンの宴開催 第2回 覆面剥ぎレズバトル 巨乳熟女対決編（9月6日、ROCKET）※「マスクドA」名義　共演:マスクドB、マスクドC、マスクドD
- コタツの中で内緒で悪戯 歳の近い義母が欲情極まり近親○姦生中出し 4時間SP（9月10日、ブリット）他出演:加藤あやの、明里ともか、たかせ由奈、卯水咲流、本真ゆり ほか
- スケベ体型のノーブラ義母にこれだけ挑発されたらもう近●相姦するしかない 3（10月5日、パラダイステレビ）
- 『淫語女子アナ』のROCKETが送る新センズリサポートバラエティー 淫語ナワイドショー 3人の淫語コメンテーターが個人の見解と性癖を話に集まる卑猥ナ番組です。（10月25日、ROCKET）共演:野々宮みさと、あおいれな、松下美織
- この世は男と女だけ 理性が抑えれない身体（10月25日、タカラ映像）
- 六本木のクラブに現れた時代遅れのデカ尻デカ乳ボディコン熟女たちが一般カップルの彼氏を狙う! 愛する彼女を差し置いてムチムチボディの餌食なった彼氏が喜び勇んで愛液滴るおばさんマ○コで浮気SEX! 3（11月9日、V&R PRODUCE）共演:翔田千里、水城奈緒
- 「『おばさんを興奮させてどうするの?』キャンプ場でヤりまくりSPECIAL 青年チ○ポを押しつけられたおばさん妻は嫌がりながらも本当はママ友に自慢したい!!」 VOL.3（11月22日、DANDY）※「るみこ」名義　共演:りさ、あやこ、あんな、みよこ、松沢ゆかり
- 「こんなおばさんでもいいのかしら♥」 もうタマらないお色気ムンムン熟女たちの賞味期限はまだまだ先よスペシャルっ!! Part 3（11月30日（レンタル）/12月7日（セル）、LEO）他出演:推川ゆうり、春菜はな
- むっちり柔肌熟女は快楽を我慢出来ない! 168cm B94 W65 H88の豊満BODY わたしビクビク痙攣が止まらないの‥（12月1日、美人魔女）
- 「性欲おばさんが吸い尽くす淫乱マシマシ濃厚逆3P中出し 松沢ゆかり44歳 児玉るみ40歳」（12月6日、DANDY）共演:松沢ゆかり
- 夫の頼みで抱かれてきます（12月13日、タカラ映像）
- こんな叔母さんをソノ気にさせてどうするの? 熟れた裸がエロすぎて覗き見しながらシゴいていたら…それに気づいた叔母さんが勃起チ○ポにじゅわっと発情!お口とオマ○コの凄テクでたまらず中に出したのにもう一度たたせて挿れようとシテくる!!（12月28日、SCOOP）他出演:前田可奈子、峰ゆり香、加藤あやの、推川ゆうり、羽月希、青山はな、横山夏希、池上まひろ、中村日咲

2019年
- 100万×中出し 女が欲しいのは愛かお金か中出しか!!? AV女優37人の新感覚中出しサバイバル!!（2月1日、本中）共演:蓮実クレア、玉木くるみ、宮村ななこ、美浦あや、乙坂広菜、今井ゆあ、倉科もえ、河南実里、美谷朱里、西山楓、藍色りりか、海空花、橘メアリー、愛咲りんか、向井藍、岡部玲子、前田あこ、市橋えりな、生田みく、ふわり結愛、浜崎真緒、明里ともか、南なつき、希咲あや、悠月アイシャ、伊東紅蘭、涼南佳奈、星あんず、加藤あやの、中尾芽衣子、山咲まなつ、水嶋アリス、初美りん、紺野ひかる、花咲いあん、新村あかり　※AV OPEN 2018 企画部門2位
- 「一度でいいから揉んでみたい」無防備に谷間をチラつかせる憧れのデカ乳女上司を昏睡状態にさせてオッパイ鷲掴み! オナホール化した肉便器マ○コに好き放題中出し! 2（2月8日、V&R PRODUCE）他出演:ましろ杏、葵百合香
- 美熟女だらけのお相撲大会 町内会の女相撲大会が一転仁義なき婦人会会長争奪戦（2月21日、ROCKET）共演:水城奈緒、森下美緒、成澤ひなみ
- 人妻緊縛調教（2月22日、REAL）他出演:二宮和香、四宮あかり、神納花、橘メアリー
- 「初めてのホストクラブで女を忘れた地味おばさんはチャラ男チ○ポでセクハラされても嫌じゃない」 VOL.1（4月11日、DANDY）他出演:加藤あやの、松沢ゆかり
- 「あっ!ナマで入っちゃった!」 オイル素股でマ○コにチ○ポを擦りつけてたら気持ち良すぎてヌルッと生挿入!!中出しSEXまでヤッちゃったデリヘル嬢たち 6（4月18日、グローリークエスト）他出演:澤村レイコ、艶堂しほり、加藤あやの、瀬戸すみれ
- ネトラレーゼ 妻を、リホーム業者の男達に寝取られた話し（4月25日、タカラ映像）
- 一般男女モニタリングAV 同窓会終わりに突撃交渉! 10数年ぶりに再会した同級生男女はラブホテルで1発10万円の連続射精セックスしてしまうのか!? 4 高校時代から気になっていたクラスのマドンナの巨乳とデカ尻にフル勃起した既婚者チ○ポと恥じらいつつもラブホの非日常感に疼いてしまって人妻マ○コが互いの過程を忘れた秘密の生セックスは1発限りじゃ収まらない!! 4組合計中出し14発!（5月15日、ディープス）※「このみ」名義　他出演:はるか、かなこ、ふみか
- あの時のセフレは…友達の母親（7月25日、タカラ映像）
- DANDYxひよこコラボ 「『おばさんを興奮させてどうするの?』キャンプ場でヤりまくりSPECIAL 青年チ○ポを押しつけられたおばさん妻は嫌がりながらも本当はママ友に自慢したい!!」子連れママで子供にも自慢したいVer.（10月10日、DANDY）共演:橋本れいか、桜井萌、夏目さゆり　エキストラ:皆月ひかる、星咲凛、有栖るる、夏日風

2020年
- レズビアンパーティ RICH LESBIAN PARTY（1月7日、ビビアン）共演:皆野あい、藤波さとり、黛ユイ、中尾芽衣子、涼南佳奈
- 「性欲が強すぎる黒人ホームステイ三色丼(母/姉/妹)NTR」 〜旦那が見てない隙にデカチンで犯されたある一家の膣内事情〜（1月9日、DANDY）共演:豊中アリス、水沢つぐみ

### VR
- 巨乳熟女ハーレム（2017年8月25日、ダスッ!）共演:加藤あやの
- 女子大病院で勃起新薬のモニターなった僕 チ○ポ丸出しで看護JDの視線を浴び続けるCFNM体験VR（2018年11月9日、変態紳士倶楽部）共演:森はるら、皆瀬杏樹、阿由葉あみ

### 成人映画
- こくまろオッパイ かきまぜられた私（2016年12月23日公開、オーピー映画、監督:池島ゆたか） - 「村岡恵子」役

## テレビ
- 魚拓と成瀬のツキとスッポンぽん #138,#139（2017年4月23日,30日、パチ・スロ サイトセブンTV）
- DTテレビ #47（2018年9月28日、AbemaTV）

## 雑誌
- 週刊大衆 2015年12月28日号（2015年12月14日、双葉社） - グラビア